# Tropidodipsas fasciata
Tropidodipsas fasciata es una especie de serpiente que pertenece al género Tropidodipsas en la familia Dipsadidae. Es nativo de México y posiblemente Guatemala.

## Taxonomía
Se reconocen las siguientes subespecies:
- Tropidodipsas fasciata fasciata Günther, 1858
- Tropidodipsas fasciata guerreroensis Taylor, 1939